# Bolszoj Suchojasz
Bolszoj Suchojasz (ros. Большой Сухояш) – wieś (sieło) w Rosji, w Tatarstanie, w rejonie aznakajewskim. W 2010 liczyła 466 mieszkańców.